# Moutiers-les-Mauxfaits
Moutiers-les-Mauxfaits és un municipi francès situat al departament de Vendée i a la regió de País del Loira. L'any 2007 tenia 1.676 habitants.

## Demografia

### Població
El 2007 la població de fet de Moutiers-les-Mauxfaits era de 1.676 persones. Hi havia 688 famílies, 202 de les quals eren unipersonals (74 homes vivint sols i 128 dones vivint soles), 247 parelles sense fills, 194 parelles amb fills i 45 famílies monoparentals amb fills.
La població ha evolucionat segons el següent gràfic:
Habitants censats

### Habitatges
El 2007 hi havia 864 habitatges, 709 eren l'habitatge principal de la família, 124 eren segones residències i 30 estaven desocupats. 712 eren cases i 92 eren apartaments. Dels 709 habitatges principals, 476 estaven ocupats pels seus propietaris, 221 estaven llogats i ocupats pels llogaters i 12 estaven cedits a títol gratuït; 9 tenien una cambra, 40 en tenien dues, 124 en tenien tres, 241 en tenien quatre i 295 en tenien cinc o més. 545 habitatges disposaven pel capbaix d'una plaça de pàrquing. A 364 habitatges hi havia un automòbil i a 252 n'hi havia dos o més.

### Piràmide de població
La piràmide de població per edats i sexe el 2009 era:
| Homes | Edats   | Dones |
| ----- | ------- | ----- |
| 0     | 95 o +  | 12    |
| 8     | 90 a 94 | 16    |
| 0     | 85 a 89 | 20    |
| 8     | 80 a 84 | 12    |
| 56    | 75 a 79 | 48    |
| 44    | 70 a 74 | 56    |
| 20    | 65 a 69 | 36    |
| 52    | 60 a 64 | 56    |
| 28    | 55 a 59 | 36    |
| 48    | 50 a 54 | 52    |
| 36    | 45 a 49 | 32    |
| 68    | 40 a 44 | 68    |
| 36    | 35 a 39 | 40    |
| 20    | 30 a 34 | 32    |
| 48    | 25 a 29 | 24    |
| 60    | 20 a 24 | 44    |
| 44    | 15 a 19 | 32    |
| 64    | 10 a 14 | 36    |
| 40    | 5 a 9   | 48    |
| 28    | 0 a 4   | 24    |

## Economia
El 2007 la població en edat de treballar era de 928 persones, 650 eren actives i 278 eren inactives. De les 650 persones actives 584 estaven ocupades (310 homes i 274 dones) i 66 estaven aturades (28 homes i 38 dones). De les 278 persones inactives 110 estaven jubilades, 85 estaven estudiant i 83 estaven classificades com a «altres inactius».

### Ingressos
El 2009 a Moutiers-les-Mauxfaits hi havia 753 unitats fiscals que integraven 1.765 persones, la mediana anual d'ingressos fiscals per persona era de 16.339 €.

### Activitats econòmiques
Dels 121 establiments que hi havia el 2007, 1 era d'una empresa extractiva, 2 d'empreses alimentàries, 2 d'empreses de fabricació de material elèctric, 3 d'empreses de fabricació d'altres productes industrials, 18 d'empreses de construcció, 20 d'empreses de comerç i reparació d'automòbils, 7 d'empreses de transport, 6 d'empreses d'hostatgeria i restauració, 1 d'una empresa d'informació i comunicació, 8 d'empreses financeres, 6 d'empreses immobiliàries, 18 d'empreses de serveis, 19 d'entitats de l'administració pública i 10 d'empreses classificades com a «altres activitats de serveis».
Dels 42 establiments de servei als particulars que hi havia el 2009, 1 era una oficina d'administració d'Hisenda pública, 1 gendarmeria, 1 oficina de correu, 3 oficines bancàries, 1 funerària, 3 tallers de reparació d'automòbils i de material agrícola, 1 taller d'inspecció tècnica de vehicles, 1 autoescola, 3 paletes, 3 guixaires pintors, 6 fusteries, 1 lampisteria, 2 electricistes, 2 empreses de construcció, 2 perruqueries, 1 veterinari, 3 restaurants, 5 agències immobiliàries, 1 tintoreria i 1 saló de bellesa.
Dels 9 establiments comercials que hi havia el 2009, 1 era un supermercat, 1 una botiga de menys de 120 m², 2 fleques, 1 una carnisseria, 1 una botiga de roba, 1 una botiga de mobles, 1 un drogueria i 1 una floristeria.
L'any 2000 a Moutiers-les-Mauxfaits hi havia 12 explotacions agrícoles.

## Equipaments sanitaris i escolars
L'únic equipament sanitari que hi havia el 2009 era una farmàcia.
El 2009 hi havia 2 escoles elementals. Moutiers-les-Mauxfaits disposava de 2 col·legis d'educació secundària amb 984 alumnes.

## Poblacions més properes
El següent diagrama mostra les poblacions més properes.